# Canterburyellidae
Canterburyellidae zijn een uitgestorven familie van weekdieren uit de klasse van de Gastropoda (slakken).

## Taxonomie
De volgende taxa zijn bij de familie ingedeeld:
- Geslacht  † Canterburyella Bandel, Gründel & Maxwell, 2000
  -  † Canterburyella pacifica Bandel, Gründel & Maxwell, 2000